# Hideaki Tomijama
Hideaki Tomijama (富山 英明 * 16. listopadu 1957) je bývalý japonský zápasník, volnostylař.
V roce 1984 na olympijských hrách v Los Angeles v kategorii do 57 kg vybojoval zlatou medaili. V roce 1978 a 1979 vybojoval titul mistra světa. V roce 1982 vybojoval stříbro a v roce 1981 bronz. V roce 1978 a 1982 zvítězil na Asijských hrách.